# Lista monumentelor istorice din județul Sibiu - I

Simbol pentru monumentele istorice

Lista monumentelor istorice din județul Sibiu - I cuprinde monumentele istorice înscrise în Patrimoniul cultural național al României și aflate în localități ce încep cu litera I din județul Sibiu.
Lista completă este menținută și actualizată periodic de către Ministerul Culturii, Cultelor și Patrimoniului Național din România, prin intermediul Institutului Național al Patrimoniului, ultima versiune datând din 2015. Această listă cuprinde și actualizările ulterioare, realizate prin ordin al ministrului culturii.
| Cod LMI                                              | Denumire | Localitate                                    | Localizare | Datare, Creatori                          | Imagine               | Erori             |
| ---------------------------------------------------- | --- | --------------------------------------------- | --- | ----------------------------------------- | --------------------- | ----------------- |
| SB-II-a-A-12403 (RAN: 143637.01)                     | Ansamblul bisericii evanghelice fortificate                                                                    | sat aparținător Ighișu Nou; municipiul Mediaș | 110 46.11277°N 24.34583°E | sec. XIV - XVIII                          | Alte imagini          | Raportează eroare |
| SB-II-m-A-12403.01 (RAN: 143637.01.02)               | Biserica evanghelică fortificată                                                                               | sat aparținător Ighișu Nou; municipiul Mediaș | 110 | sec. XIV - XVIII                          |                       | Raportează eroare |
| SB-II-m-A-12403.02 (RAN: 143637.01.01)               | Incintă fortificată, cu turn de poartă, bastion, turnul semicircular și zwinger                                | sat aparținător Ighișu Nou; municipiul Mediaș | 110 | sec. XVI                                  |                       | Raportează eroare |
| SB-II-m-B-12404                                      | Biserica „Buna Vestire”                                                                                        | sat aparținător Ighișu Nou; municipiul Mediaș | Str. Principală 46 | 1747                                      | Încarcă foto \| video | Raportează eroare |
| SB-II-m-B-12405                                      | Casa parohială evanghelică                                                                                     | sat aparținător Ighișu Nou; municipiul Mediaș | Str. Școlii 39 | sec. XV - XVIII                           | Încarcă foto \| video | Raportează eroare |
| SB-II-a-B-12401                                      | Ansamblul rural „Centrul istoric”                                                                              | sat Iacobeni; comuna Iacobeni                 | La N: pe vale, ambele laturi până la podețul din dreptul nr. 81; La SE. De la nr. 48, pe drumul din dreptul primărie până la casa datată 1818, ambele fronturi; La SV: de la intersecția cu casa datată 1818, ambele laturi până la biserica fortificată inclusiv; La N-NV: de la biserica fortificată toată partea până la podețul din dreptul nr. 81 | sec. XVIII - XIX                          | Alte imagini          | Raportează eroare |
| SB-II-a-A-12402 (RAN: 144660.01)                     | Ansamblul bisericii evanghelice fortificate                                                                    | sat Iacobeni; comuna Iacobeni                 | 231 46.05055°N 24.7125°E | sec. XIV - XVI                            | Alte imagini          | Raportează eroare |
| SB-II-m-A-12402.01 (RAN: 144660.01.02, 144688.02.02) | Biserica evanghelică fortificată                                                                               | sat Iacobeni; comuna Iacobeni                 | 231 | sec. XIV - primul sfert al sec. XVI       |                       | Raportează eroare |
| SB-II-m-A-12402.02 (RAN: 144660.01.03, 144688.02.01) | Incintă fortificată, cu turnuri, încăpere pentru provizii, turn de poartă și zwinger cu turn-casă a paznicului | sat Iacobeni; comuna Iacobeni                 | 231 | mijl. sec. XVI                            |                       | Raportează eroare |
| SB-II-m-B-12406                                      | Biserica „Sf. Nicolae”                                                                                         | sat Ilimbav; comuna Marpod                    | Str. Principală 46 | 1826 - 1836                               |                       | Raportează eroare |
| SB-II-m-B-12407                                      | Biserica de lemn „Buna Vestire”                                                                                | sat Ilimbav; comuna Marpod                    | Str. Principală 47 | 1852, adusă din satul Noul și reasamblată |                       | Raportează eroare |